# رايموند دين
رايموند دين (بالإنجليزية: Raymond Dean)‏ هو عالم نفس أمريكي، ولد في 24 سبتمبر 1946 في تروي في الولايات المتحدة، وتوفي في 6 يوليو 2015 في مونسي في الولايات المتحدة.